# 丹尼·巴瓦·克里斯南塔
丹尼·巴瓦·克里斯南塔（Danny Bawa Chrisnanta，1988年12月30日—），在印尼出生及長大，2013年入籍新加坡，現時為新加坡男子羽毛球運動員，擅長雙打項目。

## 簡歷
2011年，丹尼·巴瓦·克里斯南塔參加越南羽毛球大獎賽，與查特·奇雅加特合作贏得男子雙打比賽亞軍。
2013年8月，丹尼·巴瓦·克里斯南塔參加中國廣州舉行的世界羽毛球錦標賽，與梁语嫣以14號種子身分出戰混合雙打項目，他們在首圈輪空，但在第二圈就以0比2（19-21、13-21）不敵韓國的申白喆/嚴惠媛出局。

## 主要比賽成績
只列出曾進入準決賽的國際賽事成績：
| 年份   | 賽事                     | 公開賽級別 | 項目     | 拍檔                    | 成績   |
| ------ | ------------------------ | ---------- | -------- | ----------------------- | ------ |
| 2008年 | 馬來西亞羽毛球國際挑戰賽 | 國際挑戰賽 | 混合雙打 | 梁语嫣                  | 亞軍   |
| 2009年 | 新加坡羽毛球國際系列賽   | 國際系列賽 | 男子雙打 | 查特·奇雅加特           | 亞軍   |
| 2010年 | 羅馬尼亞羽毛球國際賽     | 國際系列賽 | 男子雙打 | 查特·奇雅加特           | 亞軍   |
| 2010年 | 印度羽毛球黃金大獎賽     | 黃金大獎賽 | 男子雙打 | 查特·奇雅加特           | 準決賽 |
| 2011年 | 紐西蘭羽毛球國際挑戰賽   | 國際挑戰賽 | 男子雙打 | 亨德拉·维加亚           | 冠軍   |
| 2011年 | 紐西蘭羽毛球國際挑戰賽   | 國際挑戰賽 | 混合雙打 | 梁语嫣                  | 冠軍   |
| 2011年 | 白夜羽毛球賽             | 國際挑戰賽 | 混合雙打 | 梁语嫣                  | 冠軍   |
| 2011年 | 新加坡羽毛球國際系列賽   | 國際系列賽 | 混合雙打 | 梁语嫣                  | 冠軍   |
| 2011年 | 越南羽毛球大獎賽         | 大獎賽     | 男子雙打 | 查特·奇雅加特           | 亞軍   |
| 2011年 | 越南羽毛球大獎賽         | 大獎賽     | 混合雙打 | 梁语嫣                  | 準決賽 |
| 2011年 | 哈爾科夫羽毛球國際賽     | 國際挑戰賽 | 男子雙打 | 查特·奇雅加特           | 準決賽 |
| 2011年 | 哈爾科夫羽毛球國際賽     | 國際挑戰賽 | 混合雙打 | 梁语嫣                  | 準決賽 |
| 2012年 | 越南羽毛球國際挑戰賽     | 國際挑戰賽 | 混合雙打 | 梁语嫣                  | 亞軍   |
| 2012年 | 馬來西亞羽毛球黃金大獎賽 | 黃金大獎賽 | 混合雙打 | 梁语嫣                  | 準決賽 |
| 2012年 | 泰國羽毛球黃金大獎賽     | 黃金大獎賽 | 混合雙打 | 梁语嫣                  | 準決賽 |
| 2012年 | 新加坡羽毛球國際系列賽   | 國際系列賽 | 男子雙打 | 查特·奇雅加特           | 準決賽 |
| 2012年 | 印度羽毛球黃金大獎賽     | 黃金大獎賽 | 混合雙打 | 梁语嫣                  | 準決賽 |
| 2013年 | 倫敦羽毛球黃金大獎賽     | 黃金大獎賽 | 混合雙打 | 梁语嫣                  | 準決賽 |
| 2013年 | 荷蘭羽毛球大獎賽         | 大獎賽     | 混合雙打 | 梁语嫣                  | 冠軍   |
| 2014年 | 馬來西亞羽毛球黃金大獎賽 | 黃金大獎賽 | 男子雙打 | 查特·奇雅加特           | 冠軍   |
| 2014年 | 馬來西亞羽毛球黃金大獎賽 | 黃金大獎賽 | 混合雙打 | 梁语嫣                  | 準決賽 |
| 2014年 | 斯里蘭卡羽毛球國際賽     | 國際挑戰賽 | 男子雙打 | 查特·奇雅加特           | 冠軍   |
| 2014年 | 英聯邦運動會羽毛球比賽   | 其他       | 混合團體 | －                      | 銅牌   |
| 2014年 | 英聯邦運動會羽毛球比賽   | 其他       | 男子雙打 | 查特·奇雅加特           | 銀牌   |
| 2014年 | 澳門羽毛球黃金大獎賽     | 黃金大獎賽 | 男子雙打 | 查特·奇雅加特           | 冠軍   |
| 2014年 | 澳門羽毛球黃金大獎賽     | 黃金大獎賽 | 混合雙打 | 梁语嫣                  | 亞軍   |
| 2015年 | 東南亞運動會羽毛球比賽   | 其他       | 男子團體 | －                      | 銅牌   |
| 2015年 | 東南亞運動會羽毛球比賽   | 其他       | 男子雙打 | 查特·奇雅加特           | 銅牌   |
| 2015年 | 巴林羽毛球國際挑戰賽     | 國際挑戰賽 | 混合雙打 | 梁语嫣                  | 亞軍   |
| 2015年 | 美國羽毛球國際賽         | 國際挑戰賽 | 混合雙打 | 梁语嫣                  | 亞軍   |
| 2015年 | 墨西哥城羽毛球大獎賽     | 大獎賽     | 混合雙打 | 梁语嫣                  | 準決賽 |
| 2016年 | 樂魚羽毛球國際挑戰賽     | 國際挑戰賽 | 男子雙打 | 亨德拉·维加亚           | 冠軍   |
| 2016年 | 新加坡羽毛球國際系列賽   | 國際系列賽 | 男子雙打 | 亨德拉·维加亚           | 亞軍   |
| 2016年 | 新加坡羽毛球國際系列賽   | 國際系列賽 | 混合雙打 | 普特里·萨里·戴维·西特拉 | 亞軍   |
| 2016年 | 匈牙利羽毛球國際賽       | 國際系列賽 | 男子雙打 | 亨德拉·维加亚           | 冠軍   |
| 2017年 | 樂魚羽毛球國際挑戰賽     | 國際挑戰賽 | 混合雙打 | 黄嘉盈                  | 準決賽 |
| 2017年 | 東南亞運動會羽毛球比賽   | 其他       | 男子團體 | －                      | 銅牌   |
| 2017年 | 尼泊爾羽毛球國際系列賽   | 國際系列賽 | 男子雙打 | 许永凯                  | 冠軍   |
| 2018年 | 英聯邦運動會羽毛球比賽   | 其他       | 混合團體 | －                      | 第四名 |
| 2018年 | 蒙古國羽毛球國際賽       | 國際系列賽 | 男子雙打 | Bimo Adi Prakoso        | 亞軍   |
| 2018年 | 蒙古國羽毛球國際賽       | 國際系列賽 | 混合雙打 | 黄嘉盈                  | 亞軍   |
| 2018年 | 南澳洲羽毛球國際賽       | 國際挑戰賽 | 男子雙打 | 许永凯                  | 亞軍   |
| 2018年 | 雪梨羽毛球國際賽         | 國際系列賽 | 男子雙打 | 許永凱                  | 亞軍   |
| 2018年 | 雪梨羽毛球國際賽         | 國際系列賽 | 混合雙打 | 黄嘉盈                  | 亞軍   |
| 2018年 | 新加坡羽毛球國際系列賽   | 國際系列賽 | 男子雙打 | 許永凱                  | 亞軍   |
| 2018年 | 尼泊爾羽毛球國際系列賽   | 國際系列賽 | 混合雙打 | 陈薇涵                  | 準決賽 |
| 2018年 | 土耳其羽毛球國際賽       | 國際系列賽 | 混合雙打 | 陈薇涵                  | 冠軍   |
| 2019年 | 愛沙尼亞羽毛球國際賽     | 國際系列賽 | 男子雙打 | 骆建贤                  | 亞軍   |
| 2019年 | 愛沙尼亞羽毛球國際賽     | 國際系列賽 | 混合雙打 | 陳薇涵                  | 冠軍   |
| 2019年 | 瑞典羽毛球公開賽         | 國際系列賽 | 混合雙打 | 陳薇涵                  | 冠軍   |
| 2019年 | 伊朗羽毛球國際挑戰賽     | 國際挑戰賽 | 男子雙打 | 駱建賢                  | 準決賽 |
| 2019年 | 奧地利羽毛球公開賽       | 國際挑戰賽 | 混合雙打 | 陳薇涵                  | 亞軍   |
| 2019年 | 中國陵水羽毛球大師賽     | 超級100賽  | 混合雙打 | 陳薇涵                  | 準決賽 |
| 2019年 | 蒙古國羽毛球國際賽       | 國際挑戰賽 | 混合雙打 | 陳薇涵                  | 準決賽 |
| 2019年 | 俄羅斯羽毛球公開賽       | 超級100賽  | 混合雙打 | 陳薇涵                  | 準決賽 |
| 2019年 | 馬爾代夫羽毛球國際挑戰賽 | 國際挑戰賽 | 混合雙打 | 陳薇涵                  | 準決賽 |
| 2019年 | 東南亞運動會羽球比賽     | 其他       | 男子團體 | －                      | 銅牌   |
| 2022年 | 愛沙尼亞羽毛球國際賽     | 國際系列賽 | 男子雙打 | 郭俊良                  | 亞軍   |
| 2022年 | 瑞典羽毛球公開賽         | 國際系列賽 | 男子雙打 | 郭俊良                  | 冠軍   |
| 2022年 | 亞洲羽毛球團體錦標賽     | 其他       | 男子團體 | －                      | 季軍   |
| 2022年 | 東南亞運動會羽毛球比賽   | 其他       | 男子團體 | －                      | 銅牌   |

| 2007-2017年 | 首要超級賽 | 超級賽 | 黃金大獎賽 | 大獎賽 | 國際挑戰賽 | 國際系列賽 | 未來系列賽 | 其他 |

| 2018-2026年 | 總決賽 | 超級1000賽 | 超級750賽 | 超級500賽 | 超級300賽 | 超級100賽 | 國際挑戰賽 | 國際系列賽 | 未來系列賽 | 其他 |

### 奧運會和世錦賽參賽紀錄
|          | 搭檔          | 2013 | 2014 | 2015 |      | 2019 |
| 男子雙打 | 查特·奇雅加特 | －   | 32強 | －   | －   |      |
| 男子雙打 | 骆建贤        | －   | －   | －   | 48強 |      |
|          |               |      |      |      |      |      |
| 混合雙打 | 梁语嫣        | 32強 | 16強 | 32強 | －   |      |
| 混合雙打 | 陳薇涵        | －   | －   | －   | 48強 |      |